# Borsa Istanbul

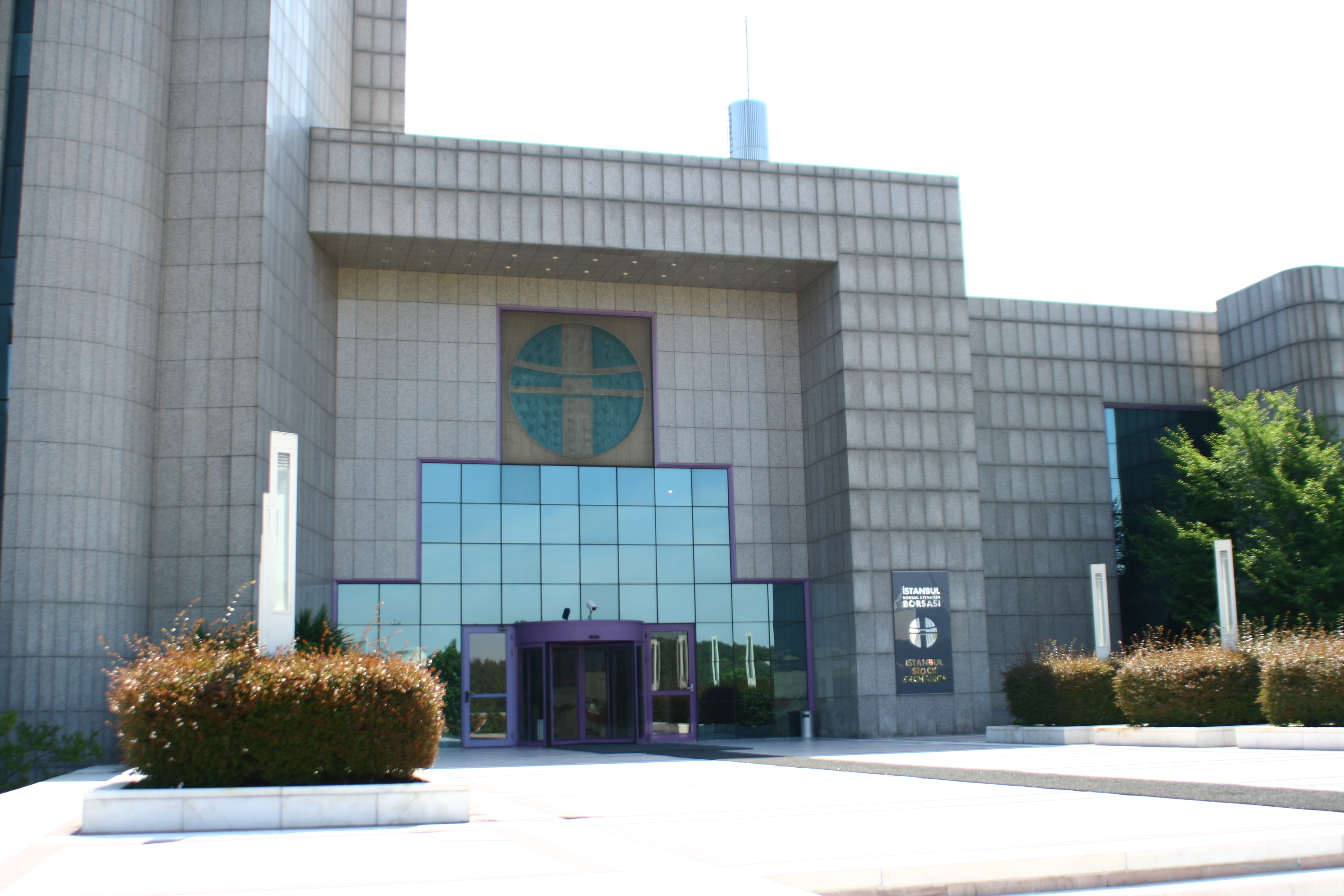
Borsa Istanbul (2007)

Die Borsa Istanbul (BIST) (türkisch: Borsa İstanbul, abgekürzt: BİST) ist die einzige türkische Börse für den Handel mit Wertpapieren.

## Überblick
Die Börse wurde am 26. Dezember 1985 in Istanbul gegründet. Sie ist im Stadtteil Sarıyer, auf der europäischen Seite von Istanbul, untergebracht. Vorstandsvorsitzender ist Himmet Karadag, Geschäftsführer ist Osman Sarac. Handelszeiten sind 9:30–12:30 Uhr OEZ für die erste Sitzung und 14:00–17:30 Uhr OEZ für die zweite Sitzung. Am 5. April 2013 wurde die Istanbul Stock Exchange (ISE) in Borsa Istanbul (BIST) umbenannt.

## Indizes
Der Leitindex der Börse Istanbul ist der ISE 100.

## Mitgliedschaften
Die BİST ist ein vollwertiges Mitglied der
- World Federation of Exchanges (WFE),[2]
- Federation of Euro-Asian Stock Exchanges (FEAS),
- International Securities Services Association (ISSA),
- International Capital Market Association (ICMA),
- European Capital Markets Institute (ECMI),
- World Economic Forum (WEF) und
- Federation of European Securities Exchanges (FESE)
- Sustainable Stock Exchanges Initiative

und ein assoziiertes Mitglied der
- International Organization of Securities Commissions (IOSCO).